# Повесть о белом клобуке

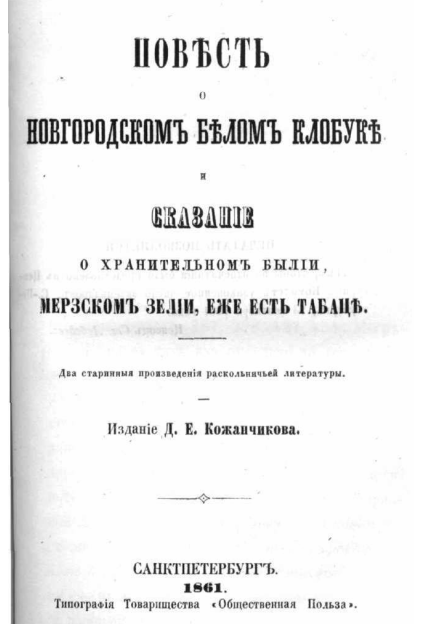
Повесть о Новгородском белом клобуке. Титульный лист печатного издания 1861 года

«По́весть о бе́лом клобуке́» (др.-рус. По́вѣсть ω бѣ́ломъ клобуцѣ́) или «По́весть о новгоро́дском бе́лом клобуке́» — памятник древнерусской литературы XV—XVI веков, сочинение о чудесном появлении на Руси белого клобука, мистического символа «Третьего Рима».
Некоторые исследователи считают, что краткая редакция «Повести о новгородском белом клобуке» была создана в 1550-х годах, а полная — между 1589 и 1601 годами. «Повесть о белом клобуке» получила широчайшее распространение в рукописной традиции XVI—XVIII веков — известно около 300 рукописных списков. Особенной популярностью она пользовалась в старообрядческой среде.
Подобно «Сказанию о Вавилонском царстве», где образно представлена передача светской власти из Вавилона в Царьград и оттуда к русскому князю, в этой легенде рассказывается о передаче символа духовной власти из Рима в Константинополь, а затем в Новгород.

## Содержание
Повесть состоит из трёх частей.
Первая часть повести это «Послание Дмитрия Грека Толмача новгородскому архиепископу Геннадию», в которой Дмитрий Толмач (он же Митька Малый), рассказывает о том, что по велению Геннадия он добрался до Рима, и там в римских летописных книгах с трудом смог найти сказание о белом клобуке, которое тщательно скрывают по причине того, что боятся позора. Для этой цели Митька при помощи даров вошёл в расположение к книгохранителю церкви римской по имени Яков. Яков и рассказал Митьке данную повесть, а Митька её записал.
Во второй части повести пересказывается подложное латинское сочинение «Дар Константина»: слоновая проказа императора, желание Константина зарезать младенцев, отказ от этого желания, явление Константину во сне апостолов Петра и Павла, крещение Константина Сильвестром, благодарность Константина.
Во третьей части повести рассказывает, что царю Константину после перечисленных событий вновь явились во сне святые апостолы Пётр и Павел и показали ему форму, по которой должен быть сшит белый клобук папе в знак его церковного главенства; Константин велел сшить клобук и возложил его на голову папе Сильвестру, после чего, не желая царствовать в том же месте, где правит наместник Божий, он перенес свою столицу из Рима в Константинополь.
Преемники Сильвестра забыли благочестивую жизнь и не почитали клобука, за что они должны были этот символ своей власти переслать в Константинополь. Но тогда патриарху явился ночью «юноша светлый» и велел отправить клобук в Великий Новгород, «и да будет там носим на главе Василия архиепископа»; с тех пор «утвердися белый клобук на главах святых архиепископ Великого Новгорода».

## Историческое влияние
В 1564 году Московский поместный Собор принял уложение о праве московского митрополита носить белый клобук. После установления в 1589 году в России патриаршества белый клобук стали носить патриархи московские. В 1667 году повесть подверглась осуждению Большого Московского собора как «лживая и неправая», написанная «от ветра главы своея» Дмитрием Толмачом (разные специалисты понимают под этим именем или Дмитрия Траханиота, или Дмитрия Герасимова, оба они носили это прозвище).